# اچ‌ام‌اس ایلکس (دی۶۱)
اچ‌ام‌اس ایلکس (دی۶۱) (به انگلیسی: HMS Ilex (D61)) یک کشتی بود که طول آن ۳۲۳ فوت (۹۸٫۵ متر) بود. این کشتی در سال ۱۹۳۷ ساخته شد.